# Апарат Кіппа

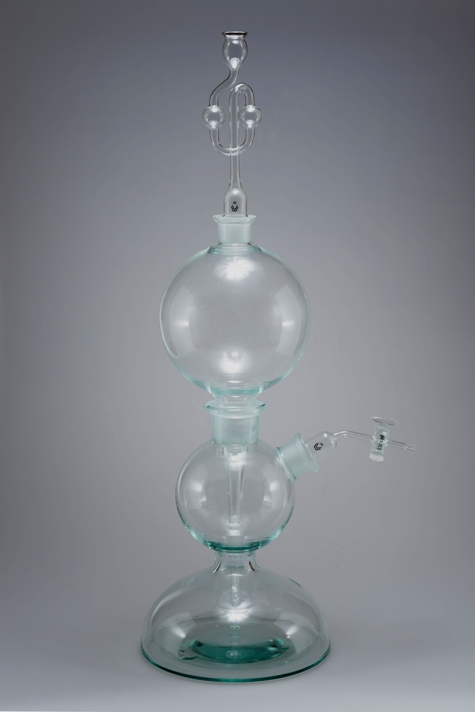
Апарат Кіппа

Апара́т Кі́ппа — універсальний прилад для отримання газів дією розчинів кислот на тверді речовини. Прилад винайшов голландський аптекар Петер Якоб Кіпп у 1853 році.

## Принцип роботи приладу
Апарат Кіппа виготовляється зі скла і складається з декількох частин:
1. Колба-реактор з резервуаром;
2. Лійка з довгою трубкою;
3. Газовідвідна трубка;
4. Пастка для вловлювання парів соляної кислоти.

Нижній резервуар приладу служить для того, щоби газ не виділявся через лійку під час досліду, він має тубулус, закритий притертою скляною пробкою, він необхідний для зливу рідини після використання приладу. Нижній резервуар і колба-реактор розділені гумовою прокладкою з отворами, через них проходить у нижній резервуар довга трубка лійки, на прокладку насипають тверді речовини (мармур, цинк, сульфід натрію, сульфіт натрію). Колба-реактор також має тубулус, в який вставляється газовідвідна трубка, забезпечена краном або затиском Мора. У колбу-реактор з резервуаром вставлена лійка з довгою трубкою, трубка практично доходить до дна нижнього резервуара.

## Використання
Перевіряють герметичність всіх з'єднань, наявність тріщин. У нижній тубулус вставляють пробку і закріплюють її за допомогою скоби або гумки. Воронку з довгою трубкою щільно вставляють в колбу-реактор. Прилад нахиляють і через середній тубулус засипають тверду речовину, потім середній тубулус закривають пробкою з газовідвідною трубкою, кран на трубці закривають. Далі в воронку заливають розчин кислоти (HCl), у воронку вставляють пастку, заповнену водою. При відкритті крана кислота надходить через трубку в нижній резервуар, а потім в колбу-реактор, де відбувається реакція взаємодії з твердою речовиною з виділенням газу, час заповнення колби-реактора газом становить близько 5 хвилин. Потім кран закривають газ, що виділяється через підвищення тиску в колбі-реакторі витісняє кислоту в воронку, реакція припиняється. Прилад готовий до роботи, для цього необхідно відкрити кран на газовідвідній трубці.
Також апарат Кіппа можна використовувати як кальян.